# Лазэр, Валерий Михайлович
Вале́рий Михайлович Ла́зэр (рум. Valeriu Lazăr; род. 20 мая 1968, с. Минджир, Хынчештский район, Молдавская ССР, СССР) — молдавский политический и государственный деятель. Министр экономики Республики Молдова (2005–2006, 2009–2014).

## Биография
Валериу Лазэр родился 20 мая 1968 года в селе Минджир Хынчештского района, Молдавской ССР. В 1992 году окончил факультет механизации и автоматизации Государственного аграрного университета Молдовы.
Начиная с 1994 года, Валерий Лазэр работает в министерстве экономики, исполняя следующие функции: специалист-координатор Национального агентства по продвижению иностранных инвестиций (1994), советник генерального директора Департамента внешних экономических связей (1994-1996), советник министра экономики (1996-1998), советник заместителя премьер-министра и министра экономики (1998-1999), первый заместитель Государственного министра (1999).
В 2004-2005 годах Валерий Лазэр занимает должность заместитель министра экономики. 19 апреля 2005 года был назначен на должность министра экономики Республики Молдова. 18 сентября 2006 года был отозван с должности.
В 2009 году Валерий Лазэр стал членом Демократической партии Молдовы (ДПМ), по списку которой был избран в парламент Республики Молдова. 25 сентября 2009 года был назначен на должность заместителя премьер-министра и министра экономики. 3 июля 2014 года был отозван с должности.
10 июля 2014 года был избран председателем Торгово-промышленной палаты Молдовы. В этот же день было принято решение выйти из ДПМ, по причине того, что Торгово-промышленная палата Молдовы является неполитической организацией.
25 марта 2016 года Лазэр ушёл с должности председателя Торгово-промышленной палаты Молдовы.
С 28 апреля 2016 года Валерий Лазэр возглавляет Институт мониторинга и оценки политики, программ и проектов, представляющих общественный интерес "Воздействие"